# Shepton Mallet
Shepton Mallet è un paese di 10 369 abitanti del Somerset, in Inghilterra.

## Amministrazione

### Gemellaggi
- Oissel-sur-Seine, Francia
- Misburg, Germania
- Bollnäs, Svezia